# ベンタゼパム
ベンタゼパム（Bentazepam）（Thiadipone、Tiadiponaとしても知られる）はベンゾジアゼピン類似体であるチエノジアゼピンである。
抗不安薬、抗てんかん薬、鎮静薬、骨格筋弛緩薬としての作用がある。血漿中濃度のピークは経口投与後約2.5時間である。半減期は約2～4時間である。ベンタゼパムは抗不安薬として有効である。
ベンタゼパムによる重度のベンゾジアゼピン過剰摂取は、昏睡と呼吸不全を引き起こす可能性がある。副作用には、口渇、傾眠、無力症、消化不良、便秘、吐き気があり、薬剤誘発性リンパ球性大腸炎がベンタゼパムと関連している。重度の肝障害や肝炎もベンタゼパムと関連している。ベンタゼパムによる肝不全は稀であると考えられているが、ベンタゼパムを服用する全ての患者に対して肝機能のモニタリングが推奨されている。

## 関連記事
- ベンゾジアゼピンの一覧